# Nazionale femminile di pallacanestro delle Bahamas
La nazionale femminile di pallacanestro delle Bahamas è la rappresentativa cestistica femminile delle Bahamas ed è posta sotto l'egida della Federazione cestistica delle Bahamas.

## Piazzamenti

### Campionati centramericani
- 1985 - 5°
- 1995 - 4°
- 1999 - 5°
- 2017 - 5°
- 2018 - 5°

### Campionati caraibici
- 2004 - 5°
- 2006 - 4°
- 2011 - 5°
- 2014 - 5°

- 2015 -  1°
- 2018 -  3°
- 2022 -  3°

## Formazioni

### Campionati centramericani
Campionato centramericano femminile di pallacanestro 20174 Nesbitt, 5 Gilbert, 6 Lewis, 7 Delancy, 8 Bethel, 9 Rolle, 10 Neely, 11 Grant, 12 Pierre, 13 Kelly, 14 Fernander, 15 Poitier,        All. Yolette McPhee
Campionato centramericano femminile di pallacanestro 20184 Thompson, 5 Fernander, 6 Greene, 8 Forbes, 9 Lewis, 10 Demeritte, 11 Dean, 12 Neely, 13 Moss, 14 Grant, 15 Harrison,        All. Wayde Watson

### Campionati caraibici
Campionato caraibico femminile di pallacanestro 2004Adderly, Cartwright, Cash, Davis, Nairn, Quant, Rolle, Sands-Moultrie, Sinclair, Smith, Williams, All. -
Campionato caraibico femminile di pallacanestro 20064 Delancy, 5 Sinclair, 6 Cash, 7 Smith, 8 Ferguson, 9 Rolle, 10 Adderly, 11 Quant, 12 Pierre, 14 Cartwright, 15 Fernander,        All. -
Campionato caraibico femminile di pallacanestro 20114 Thompson, 5 Delancy, 6 Poitier, 7 Ferguson, 8 Rolle, 9 Petterson, 10 Quant, 11 Kelly, 12 Pierre, 13 Sands-Moultrie, 14 V. Moss, 15 A. Moss,        All. -
Campionato caraibico femminile di pallacanestro 20144 Sweeting, 5 Delancy, 6 Kelly, 7 Moss, 8 Jones, 9 Lewis, 10 Knowles, 11 Harrison, 12 Pierre, 13 Armbrister, 14 Grant, 15 Poitier,        All. -
Campionato caraibico femminile di pallacanestro 20154 Thompson, 5 Delancy, 6 Kelly, 7 Moss, 8 Russell, 9 Lewis, 10 Petterson, 11 Bain, 12 Pierre, 13 Armbrister, 14 Neely, 15 Nesbitt,        All. Yolette McPhee
Campionato caraibico femminile di pallacanestro 20184 Nesbitt, 5 Greene, 6 Lewis, 7 Moss, 8 Bethel, 9 Rolle, 10 Neely, 11 Wildgoose, 12 Harrison, 13 Forbes, 14 Fernander, 15 Poitier,        All. Wayde Watson
Campionato caraibico femminile di pallacanestro 20222 Moultrie, 3 Baptiste, 4 Nesbitt, 5 Demeritte, 6 Braynen, 8 Lightbourne, 9 Oliver, 10 Rolle, 11 Harrison, 12 Quant, 13 Kelly, 15 Wildgoose,        All. Donillo Culmer